# Lijst van Belgische adelsverheffingen 1982
Personen die in 1982 in de Belgische adel werden opgenomen of een adellijke titel verwierven.

## Baron
- Jonkheer Jean de Bassompierre (1914-1990), ambassadeur, persoonlijke titel baron.
- Albert Crahay, luitenant-generaal, erfelijke adel en persoonlijke titel baron.
- Jonkheer John Kervyn de Meerendré (1918-2003), kolonel, de persoonlijke titel baron.
- Jonkheer Philippe Lambert (1930- ), de persoonlijke titel baron.
- Ridder Pierre van Outryve d'Ydewalle, de titel baron, overdraagbaar bij eerstgeboorte.

## Ridder
- Jonkheer Marcel Boone (1922-1998), de persoonlijke titel ridder.
- Jacques Bribosia (1904-1986), voorzitter rechtbank van eerste aanleg in Hoei, erfelijke adel, met de titel ridder, overdraagbaar bij eerstgeboorte.
- Jonkheer Charles Desclée de Maredsous (1916-1997), de persoonlijke titel ridder.
- Charles van Renynghe de Voxvrie, persoonlijke adel en de titel ridder.

## Jonkheer
- Paul Bribosia (1910-1988), voorzitter rechtbank van eerste aanleg Namen, erfelijke adel.
- Emile de Walque (1905-1994), erfelijke adel.